# Запис Ружичића крушка (Балуга)
Запис Ружичића крушка (Балуга) се налази на парцели чији је власник Ружичић Миодраг.

## Локација
| Општина             | Чачак                                                                       |
| Катастарска општина | Балуга Трнавска                                                             |
| Потес               | Ранци                                                                       |
| Координате          | 43° 51′ 54″ С; 20° 26′ 05″ И / 43.864899999999999° С; 20.434799999999999° И |
| Надморска висина    | 238m                                                                        |

## Карактеристике
Дендрометријске вредности утврђене на терену и сателитским снимцима:
| Стабло                     | Крушка |
| Висина стабла              | m      |
| Обим дебла                 | m      |
| Пречник крошње             | 6m     |
| Пречник дебла              | m      |
| Висина дебла до прве гране | m      |

## База записа
Запис је у оквиру Викимедија пројекта "Запис - Свето дрво" заведен под редним бројем 0935.